# بول هندرسون
بول هندرسون هو متسابق يخت ومهندس كندي، ولد في 17 نوفمبر 1934 في تورونتو في كندا.

## وصلات خارجية
- بول هندرسون على موقع أوليمبيديا (الإنجليزية)